# Paulo Rangel

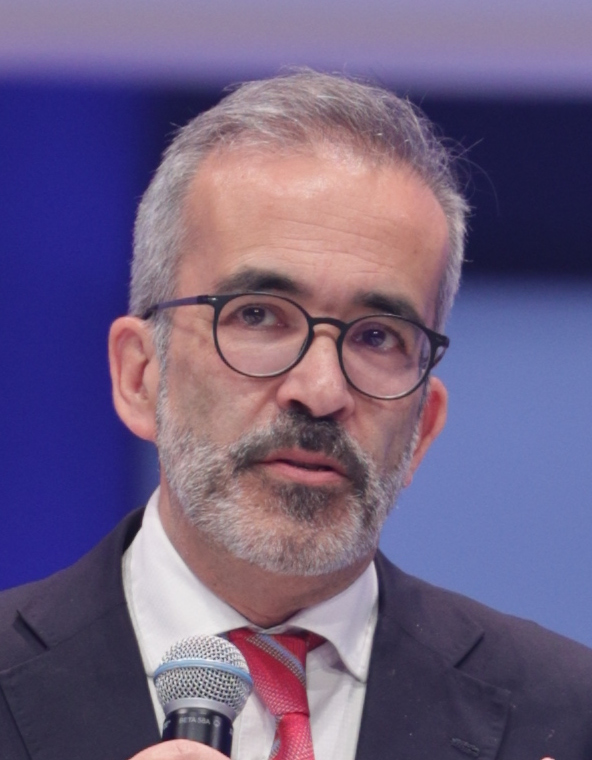
Paulo Rangel (2024)

Paulo Artur dos Santos Castro de Campos Rangel (* 18. Februar 1968 in Vila Nova de Gaia) ist ein portugiesischer Politiker der Partido Social Democrata, Autor und Rechtsanwalt. Seit dem 2. April 2024 ist er Minister für Auswärtiges im Kabinett Montenegro I und im Kabinett Montenegro II.
Rangel war ab der Europawahl 2009 Mitglied des Europäischen Parlaments, er verteidigte sein Mandat bei den Wahlen 2014 und 2019. Bei allen drei Europawahlen kandidierte Rangel jeweils als Spitzenkandidat der PSD.

## Leben

### Jugend und Ausbildung
Paulo Rangel wurde am 18. Februar 1968 in Vila Nova da Gaia geboren und wuchs zwischen seinem Geburtsort, Porto und Gondomar auf. Nach seiner Schulausbildung studierte Rangel Rechtswissenschaften an der Universität Porto und an der Universität Coimbra.

### Berufliche Karriere
Nach seinem Studium wurde er 1994 in die Portugiesische Anwaltskammer aufgenommen und widmete sich insbesondere dem Verwaltungs- und Umweltrecht. Von 1999 bis 2005 war er Mitglied der Anwaltskanzleien Osório de Castro, Verde Pinho, Vieira Peres, Lobo Xavier & Associados und Cuatrecasas, Gonçalves Pereira & Associados.
Im Rahmen seiner akademischen Laufbahn erhielt er ein Stipendium des Deutschen Akademischen Austauschdienstes, das es ihm ermöglichte, im Ausland zu forschen. Er arbeitete in den Bereichen Staatsrecht, Verwaltungsrecht und Politikwissenschaft, am Europäischen Hochschulinstitut und an den Universitäten Bologna, Genua und Freiburg. Seine Forschungen zur Föderalismustheorie und zur europäischen Verfassung, zum Verfassungsrang der Justiz und zu den Regierungssystemen veröffentlichte er 2001 im Buch „Repensar o Poder Judicial“.

### Politische Karriere

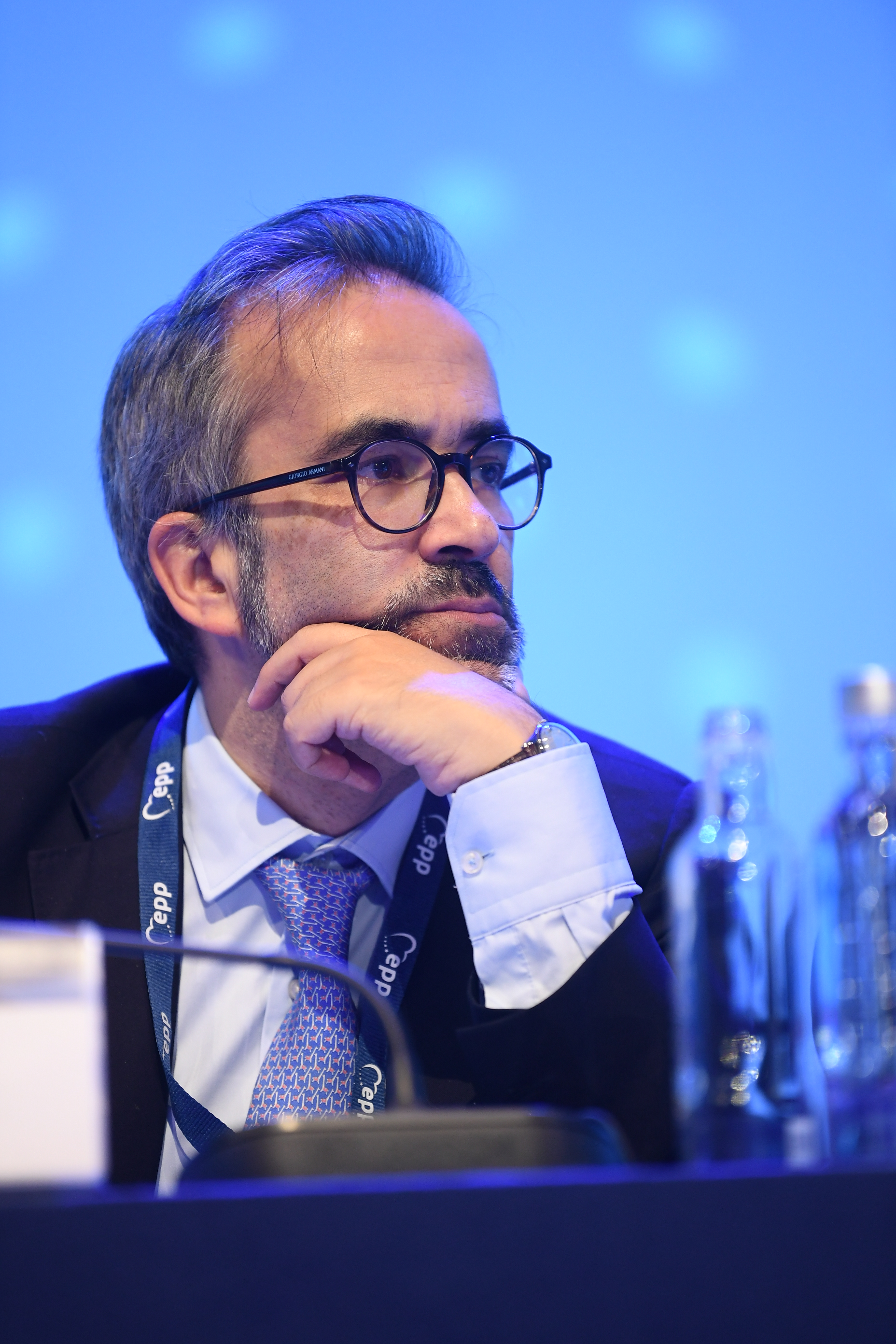
Paulo Rangel (2018)

Erstmals politische aktiv war Paulo Ragels im Rahmen der portugiesischen Kommunalwahlen 2001, als ihn die konservativen Parteien PSD und CDS-PP mit der Ausarbeitung des Kandidaturprogramms für den Stadtrat von Porto unter der Leitung von Rui Rio beauftragten. Als Aguiar-Branco zum Justizminister im Kabinett Santana Lopes ernannt wurde, ernannte er Rangel zu seinem stellvertretenden Staatssekretär. Nach dem Sturz der Regierung Santana Lopes wurde Rangel für die Wahlliste der PSD für die Parlamentswahlen 2005 aufgenommen. Er wurde im Wahlkreis Porto zum Parlament gewählt. Mit seinem Einzug ins Parlament trat er auch der Partei der portugiesischen Sozialdemokraten (PSD) bei.
Im Jahr 2009 entschied sich die PSD-Vorsitzende Manuela Ferreira Leite Rangel als Spitzenkandidaten für die Europawahlen 2009 zu nominieren, die Parteitagsdelegierten folgten ihrem Vorschlag. Bei der Wahl gewann die PSD unter Paulo Rangel deutlich mit 31,71 Prozent und damit 8 der 22 portugiesischen Mandate. Rangel trat gemeinsam mit seinen gewählten Parteikolleginnen und -kollegen der Fraktion der Europäischen Volkspartei bei, da sich die portugiesische PSD trotz ihres Namens als „liberal-konservativ“ versteht. Für seine Fraktion wurde Rangel Mitglied im Ausschuss für konstitutionelle Fragen sowie stellvertretendes Mitglied im Ausschuss für bürgerliche Freiheiten, Justiz und Inneres (2009–2010) und im Rechtsausschuss.
Nach dem Rückzug von Ferreire Leite kandidierte Rangel für den Vorsitz der PSD, unterlag jedoch deutlich Pedro Passos Coelho. Bei den Europawahlen 2014 nominierte Passos Coelho Rangel erneut zum Spitzenkandidaten der PSD, und damit der gemeinsamem Listenverbindung aus PSD und CDS-PP (Aliança Democrática). Die Listenverbindung verlor zwar gegen die Sozialisten (31,46 % zu 27,71 %), aber büßte bei weitem nicht so viele Stimmen ein wie befürchtet. In der 8. Periode (2014–2019) wurde Rangel zum stellvertretenden Vorsitzenden der EVP-Fraktion gewählt. Des Weiteren war er Mitglied des Ausschusses für konstitutionelle Fragen, dessen stellvertretender Vorsitzender er von 2014 bis 2017 war, sowie stellvertretendes Mitglied im Ausschuss für auswärtige Angelegenheiten. 2015 wählten ihn die Delegierten der Europäischen Volkspartei auf dem Parteikongress in Madrid zu einem der stellvertretenden Vorsitzenden der Europapartei.
Für die Europawahl 2019 nominierte seine Partei Rangel erneut zum Spitzenkandidaten. Die PSD verlor deutlich an Stimmen (21,95 Prozent) und stellte damit nur 6 der 21 portugiesischen Abgeordneten. Rangel wurde erneut zum stellvertretenden Vorsitzenden der EVP-Fraktion gewählt. Des Weiteren wurde er Mitglied im Ausschuss für bürgerliche Freiheiten, Justiz und Inneres sowie im Ausschuss für konstitutionelle Fragen. Im Ausschuss für auswärtige Angelegenheiten war er stellvertretendes Mitglied.
Am 2. April 2024 wurde Rangel Außenminister Portugals im Kabinett Montenegro I. Seit dem 5. Juni 2025 hat er diese Position auch im Kabinett Montenegro II inne. Im Zuge dessen legte er sein Mandat im Europaparlament nieder. Für ihn rückte Ana Miguel dos Santos nach.

### Privates
Im September 2021 outete sich Paulo Rangel im Rahmen eines Interviews des Fernsehsenders SIC als homosexuell.

## Auszeichnung
- Träger des Großen Bundesverdienstkreuzes mit Stern (26. Mai 2009)[4]
- René-Cassin-Menschenrechtspreis (1989)[4]
- Prémio António Ferreira Gomes (1986)[4]

## Werke (Auswahl)
- Concertação, Programação e Direito do Ambiente, Coimbra, Coimbra Editora, 1994
- Reserva de Jurisdição: Sentido Dogmático e Sentido Jurisprudencial, Porto, Editora Universidade Católica, 1997
- Repensar o Poder Judicial, Porto, Publicações Universidade Católica, 2001
- Guerras Surdas - Crónicas da Tensão Política, Coimbra, 2005
- O estado do Estado - Dom Quixote, 2009